# Wilhelm Rollmann (Erfinder)
Wilhelm Rollmann (* 1821; † 1890) war ein deutscher Erfinder. Er erfand 1853 in Leipzig das erste 3D-Projektionsverfahren, das er Anaglyphen nannte. Mit diesem Verfahren war es möglich stereoskopische 3D-Bilder zu betrachten.
Ein ähnliches Verfahren wurde 1858 von Charles d´Almeida erfunden und der Erfolg setzte ein, als Louis Ducos du Hauron es 1891 für den Buchdruck verwandte.

## Schriften
- Rollmann Notiz zur Stereoskopie, Poggendorffs Annalen der Physik 1853
- Rollmann Zwei neue stereoskopische Methoden, Poggendorffs Annalen der Physik 1853